# Wilhelm von Studnitz
Wilhelm von Studnitz (auch: Karl Wolf Wilhelm Hans Scipio von Studnitz) (* 14. Juli 1789 (abweichendes Geburtsdatum: 24. Januar 1789) in Grünberg; † 23. April 1840 in Cottbus) war ein deutscher Offizier und Schriftsteller.

## Leben

### Familie
Wilhelm von Studnitz wurde als ältestes Kind des Oberst Hans Ernst von Studnitz (* 17. September 1762 in Peruschen bei Wohlau; † 7. März 1839 in Schlegel) und dessen Ehefrau Helene (* 10. April 1770; † 18. Mai 1838 in Schlegel) geboren. Er hatte noch zwei Geschwister:
- Charlotte Emilie Leonore von Studnitz (* 20. Februar 1791 in Grünberg; † 25. September 1846 in Schlegel), verheiratet mit Anton Graf Pilati von Thassul zu Daxberg (* 1775 in Linz; † 4. Januar 1834 in Schlegel);
- Friedrich August Ernst von Studnitz (* 16. Februar 1796 in Grünberg; † 9. September 1866 in Frankfurt an der Oder), Generalmajor.

Er heiratete am 20. Oktober 1819 in Amsterdam Henriette (* 27. November 1797 in Frankfurt (Oder); † 26. September 1859 in Küstrin), eine Tochter des Bankiers de Wilde aus Frankfurt (Oder), dessen Bankhaus in Amsterdam 1820 bankrottging. Gemeinsam hatten sie einen Sohn:
- Wilhelm Hans Ernst von Studnitz (* 27. Juni 1821 in Schlegel; † 17. Mai 1880 in Eisenach), preußischer Major.

### Werdegang
Wilhelm von Studnitz wurde beim Gymnasialdirektor Müller in Bromberg unterrichtet. 1802 besuchte er in Berlin das Franziskanergymnasium Graues Kloster, allerdings musste er das Gymnasium bereits 1806 wieder verlassen, weil seinen Eltern die finanziellen Mittel zu seiner weiteren Ausbildung fehlten. Er begann daraufhin eine Ausbildung zum Kaufmann beim Handelshaus Gebrüdern Benecke bei Wilhelm Christian Benecke von Gröditzberg in Berlin. Nach Beendigung seiner Ausbildung ging er nach Wien, um dort eine Anstellung als Kaufmann zu finden.
1813 meldete er sich freiwillig in Breslau bei den freiwilligen Jägern beim 1. Garderegiment, kurz darauf wurde er zum Portepeefähnrich befördert. In der Schlacht bei Großgörschen erhielt er einen Schuss durch den linken Fuß, kurz darauf erfolgte die Beförderung zum Offizier und er erhielt die Erlaubnis seine Verwundung in Schlegel bei Glatz, im Haus seiner Eltern, auszukurieren. Obwohl die Verwundung noch nicht ausgeheilt war, beteiligte er sich freiwillig am Marsch seines Regimentes durch Böhmen bis an die sächsische Grenze. Dort wurde er zum ostpreußischen Grenadierbataillon versetzt, mit dem er in der Schlacht bei Leipzig in der Nähe von Möckern kämpfte. Seine Einheit stand dabei unter starkem Feuer, und vom Bataillon überlebten nur 64 Mann, von seiner Kompanie nur fünf Soldaten, er persönlich blieb bei diesen Gefechten unverletzt, allerdings brach seine Fußverletzung wieder auf, so dass er sein Bataillon im anschließenden Feldzug nach Frankreich nicht begleiten konnte, er verblieb als Rekonvaleszent beim Korps von Gustav Kalixt von Biron.
Im Oktober 1814 kam Wilhelm von Studnitz mit seinem Bataillon nach Berlin, dort wurde das Regiment „Kaiser Alexander Garde-Grenadier-Regiment Nr. 1“ gebildet und er war daraufhin Adjutant beim Major von Leslie.
1815 marschierte er mit nach Paris, kehrte jedoch kurz darauf wieder zurück und besuchte für 3 Jahre die Kriegsschule in Berlin. Er beendete diese 1818 und wurde Adjutant des Oberst Karl von Schachtmeyer. Im Februar 1818 erfolgte die Beförderung zum Premierleutnant.
1819 wurde er vom Generalstab mit Aufträgen beauftragt, die ihn durch Böhmen, Bayern, am Rhein entlang bis nach Holland und Amsterdam führten. Dort heiratete er seine Verlobte Henriette de Wilde, mit der er im Oktober 1819 nach Berlin zurückkehrte.
Aufgrund der finanziellen Entwicklung sah er sich gezwungen, 1820 seinen Abschied von der Armee einzureichen und zu seiner Familie nach Schlegel in der Grafschaft Glatz zu ziehen, dort widmete er sich schriftstellerischen Tätigkeiten. Dazu schrieb er auch Beiträge zur Militärliteraturzeitung für die Jahre 1825–1828, 1830, 1832, für das „Frauentaschenbuch“ und das „Schlesische Taschenbuch“.
1828 entschloss er sich, sich um eine Anstellung im Steuerfach zu bemühen. Er war anfangs im Hauptamt Mittelwalde als Militäranwärter tätig. 1829 wurde er Nebenzolleinnehmer in Reichenstein in Schlesien, Anfang 1832 Hauptamt-Kontrolleur in Mittelwalde und Ostern 1833 Hauptamt-Rendant in Reichenbach bei Görlitz. 1834 wurde das Amt nach Görlitz verlegt und von hier aus erfolgte 1839 die Versetzung als Obersteuerinspektor nach Cottbus.

### Auszeichnungen
Er erhielt das Eiserne Kreuz.

## Werke (Auswahl)
- Georg Friedrich von Blankensee; Wilhelm Hensel; Friedrich von Kalckreuth; Wilhelm Müller; Wilhelm von Studnitz: Bundesblüthen. Berlin: Maurer, 1816.
- Schlesisches Taschenbuch von 1826: Das Füllen von Kynau. Hirschberg W. L. Schmidt 1826.
- Wilhelm von Studnitz; Hieronymus Franz Seraph Roedlich; Friedrich August Herbig: Handbibliothek für Offiziere, oder: Populaire Kriegslehre für Eingeweihte und Laien Bd. 12 Chronologisch-synchronistische Uebersicht und Andeutung für die Kriegsgeschichte. Berlin Herbig 1833.